# Paul Botzenhardt
Paul Botzenhardt (* 25. Mai 1914 in Ulm; † 4. September 2000 in Köngen) war ein deutscher Fotograf und einer der bekanntesten Auto-Fotografen des 20. Jahrhunderts.

## Leben
Botzenhardt, Sohn eines Lokführers, studierte ab 1934 mehrere Semester Maschinenbau an der Hochschule für Technik Stuttgart. Nach dem Vordiplom arbeitete er ab 1936 als Techniker bei der Fortuna-Werke AG in Bad Cannstatt. 1939 zog ihn die Wehrmacht zum Kriegsdienst ein. Als Soldat einer Heeresflak-Abteilung musste er am Krieg gegen die Sowjetunion teilnehmen. Sein Zugführer war zeitweise der spätere bayerische Ministerpräsident Franz Josef Strauß. Nach der Schlacht von Stalingrad kam er im Februar 1943 in sowjetische Kriegsgefangenschaft. Erst 1951 konnte er nach Deutschland (Plochingen/Württemberg) zu seiner Ehefrau (Heirat 1941) zurückkehren.

## Werk
Ende der 1990er-Jahre erwähnte er in einem Gespräch, dass er aufgrund des Kriegs und der Gefangenschaft nie wieder bereit war, einen Befehl entgegenzunehmen oder auszuführen. Das Ergebnis dieser Überlegung führte zur beruflichen Selbstständigkeit. Fotohobbyist Botzenhardt kaufte eine Exakta-Kamera und einen alten MAN-Bus. Dieses Fahrzeug baute er zu einem rollenden Fotolabor mit Schlafplätzen um. Mit einem Fotolaboranten bereiste er Messen, wie zum Beispiel die Internationale Automobil-Ausstellung (IAA) in Frankfurt und die Hannover-Messe. Dort fotografierte er die wichtigsten Messestände der ausstellenden Unternehmen und brachte den belichteten Film sofort zum Entwickeln zu seinem Bus. Der Laborant erstellte die Negative und zog davon Positive, die er in die Fenster des Busses hing. So konnten sich die zahlreichen Pressevertreter Fotos aussuchen, sie kaufen und direkt mit zu ihren Redaktionen nehmen.
Später, als die Pressevertreter immer häufiger selbst fotografierten, nahm Botzenhardt verstärkt Aufträge an. So arbeitete er bis in die 1980er-Jahre für die Druckmedien und die Autoindustrie. Seine Industriekunden waren Audi, Auto Union GmbH, Borgward, BMW, Citroën, Ford, Goliath, Gutbrod, Lancia, Lloyd, Magirus-Deutz, Mercedes-Benz, NSU, Opel, Porsche, Renault, Simca, Volkswagen und Volvo. Gleichzeitig schuf er Werbeaufnahmen für die Hohner Musikinstrumente GmbH und den Antennenbauer Hirschmann.
Botzenhardts Bilder zeigten die Autos fast immer mit Models. So brachte er softe Erotik über die Presseabteilungen der Autohersteller in Zeitungen, Zeitschriften und Automobilkataloge.
Botzenhardt gilt nicht als Erfinder des Mitziehers, aber als der Fotograf, der diese Aufnahmetechnik beherrschte und salonfähig machte. Dabei stellte er die Verschlusszeit der damals manuellen Kamera auf 1/30 Sekunde ein und richtete das Objektiv auf das vorbeifahrende Auto, schwenkte die Kamera mit, sodass immer der gleiche Punkt des Wagens erfasst wurde, und drückte ab. Das Ergebnis ist ein dynamisch wirkendes Foto, auf dem das Fahrzeug scharf abgebildet ist, der Hintergrund und die drehenden Räder verwischt sind.
„Botze“, der Spitzname, den Kollegen ihm gegeben hatten, fotografierte hauptsächlich im Kleinbildformat und verwendete einen selbst erstellten Feinkorn-Negativentwickler. Sein Gesamtwerk beträgt zirka 200.000 Aufnahmen, seine Fotos gelten als die meist gedruckten Autobilder der 50er-, 60er- und 70er-Jahre. Die Negative, Positive und die Nutzungsrechte befinden sich im Besitz des Bremer Verlegers Peter Kurze.